# Coupe d'Espagne féminine de football 2024-2025
Navigation
Coupe de la Reine 2023-2024 Coupe de la Reine 2025-2026
La Coupe d'Espagne féminine de football 2024-2025 est la 43e édition de la Coupe d'Espagne féminine de football.
La compétition commence le 10 septembre 2024 et se termine le 7 juin 2025.
Les deux finalistes se qualifient pour la Supercoupe d'Espagne.

## Déroulement de la compétition
Comme lors de l'édition précédente, les phases éliminatoires ont lieu à match unique sur le terrain de l'équipe de division inférieure. Ce n'est qu'au stade des demi-finales que les éliminatoires se jouent en matches aller-retour. La finale se joue sur un match unique.
48 clubs prennent part à la compétition, les équipes réserves ne peuvent pas participer, il s'agit des 16 clubs de Liga F 2023-2024, 10 des 14 clubs de Primera Federación 2023-2024 (4 clubs ne participent pas en tant que réserve), du top 9 des 2 groupes de Segunda Federación 2023-2024 et les 4 places laissés vacantes par les clubs réserves sont attribués aux clubs non-réserves les mieux classés non-qualifiés.
Les clubs ayant fini entre la 9e et 16e place en Liga F 2023-2024 font leur entrée dans la compétition au 3e tour et les 8 premiers font leur entrée en huitièmes de finale.

## Calendrier
Le calendrier est le suivant :
| Tour                | Tirage au sort    | Date aller                 | Date retour                | Équipes entrantes | Équipes participantes | Équipes restantes |
| ------------------- | ----------------- | -------------------------- | -------------------------- | ----------------- | --------------------- | ----------------- |
| Premier tour        | 9 août 2024       | 10 et 11 septembre 2024    | 10 et 11 septembre 2024    | 32                | 32                    | 48                |
| Deuxième tour       | 17 septembre 2024 | 1er au 3 octobre 2024      | 1er au 3 octobre 2024      | —                 | 16                    | 32                |
| Troisième tour      | 17 octobre 2024   | 5 au 7 et 20 novembre 2024 | 5 au 7 et 20 novembre 2024 | 8                 | 16                    | 24                |
| Huitièmes de finale | 26 novembre 2024  | 21 et 22 décembre 2025     | 21 et 22 décembre 2025     | 8                 | 16                    | 16                |
| Quarts de finale    | 17 janvier 2025   | 11 au 13 février 2025      | 11 au 13 février 2025      | —                 | 8                     | 8                 |
| Demi-finales        | 18 février 2025   | 4 et 5 mars 2025           | 11 et 12 mars 2025         | —                 | 4                     | 4                 |
| Finale              | 18 février 2025   | 7 juin 2025                | 7 juin 2025                | —                 | 2                     | 2                 |

## Résultats

### Premier tour

#### Participants
Les clubs qui ont participé à la Primera Federación et à la Segunda Federación la saison précédente participent à ce tour. 

#### Tirage au sort
Le tirage au sort a lieu le 9 août 2024.

#### Rencontres
| 10 septembre 2024 | CFF Albacete (4) | 0 – 7   | CP Cacereño (2)                                                          |                                                                      |                                                                      |
| 19h45             |                  | (0 – 3) | 1re Cola · 26e 61e Macías · 36e Nerea · 48e Cho · 84e Toro · 90e Lezcano | Stade municipal José-Copete, Albacete Arbitrage : Patricia Luna Varo | Stade municipal José-Copete, Albacete Arbitrage : Patricia Luna Varo |
| 19h45             | Rapport          |         |                                                                          | Stade municipal José-Copete, Albacete Arbitrage : Patricia Luna Varo | Stade municipal José-Copete, Albacete Arbitrage : Patricia Luna Varo |

|       | CF Unión Viera (4) | 1 – 3   | CD Guiniguada Apolinario (3)             |                                                               |                                                               |
| 21h00 | Naiala 17e         | (1 – 1) | 40e Anabel · 46e (pen.) Marta · 54e Gara | Stade Alfonso-Silva Arbitrage : Cándido Jesús Rodríguez Tavío | Stade Alfonso-Silva Arbitrage : Cándido Jesús Rodríguez Tavío |
| 21h00 | Rapport            |         |                                          | Stade Alfonso-Silva Arbitrage : Cándido Jesús Rodríguez Tavío | Stade Alfonso-Silva Arbitrage : Cándido Jesús Rodríguez Tavío |

| 11 septembre 2024 | Rayo Vallecano (3)                           | 0 – 0 ap 2 – 3 t. a. b. | CD Getafe (2)                                      |                                                                                    |                                                                                    |
| 11h00             |                                              |                         |                                                    | Ciudad Deportiva Fundación Rayo Vallecano, Madrid Arbitrage : Nuria Sánchez García | Ciudad Deportiva Fundación Rayo Vallecano, Madrid Arbitrage : Nuria Sánchez García |
| 11h00             | Rapport                                      |                         |                                                    | Ciudad Deportiva Fundación Rayo Vallecano, Madrid Arbitrage : Nuria Sánchez García | Ciudad Deportiva Fundación Rayo Vallecano, Madrid Arbitrage : Nuria Sánchez García |
| 11h00             | Astudillo · Tavares · Bella · Braojos · Iris | Tirs au but 2 – 3       | Labrador · Cabrero · Sierra · Hernández · Saavedra | Ciudad Deportiva Fundación Rayo Vallecano, Madrid Arbitrage : Nuria Sánchez García | Ciudad Deportiva Fundación Rayo Vallecano, Madrid Arbitrage : Nuria Sánchez García |

|       | CDE Racing Féminas (3) | 0 – 2   | CA Osasuna (2)          |                                                                                 |                                                                                 |
| 17h00 |                        | (0 – 1) | 1re Ochoa · 72e Guallar | Campos de Sport La Planchada, El Astillero Arbitrage : Alejandra Raza Fernández | Campos de Sport La Planchada, El Astillero Arbitrage : Alejandra Raza Fernández |
| 17h00 | Rapport                |         |                         | Campos de Sport La Planchada, El Astillero Arbitrage : Alejandra Raza Fernández | Campos de Sport La Planchada, El Astillero Arbitrage : Alejandra Raza Fernández |

|       | Baleares FC (2)               | 1 – 1 ap 3 – 4 t. a. b. | SE AEM (2)                                 |                                                                  |                                                                  |
| 18h00 | S. Rojas 15e                  | (1 – 0, 1 – 1, 1 – 1)   | 88e Evelyn                                 | Terrain de Son Malferit, Palma Arbitrage : Beatriz Arregui Gamir | Terrain de Son Malferit, Palma Arbitrage : Beatriz Arregui Gamir |
| 18h00 | Rapport                       |                         |                                            | Terrain de Son Malferit, Palma Arbitrage : Beatriz Arregui Gamir | Terrain de Son Malferit, Palma Arbitrage : Beatriz Arregui Gamir |
| 18h00 | · Fátima · Sánchez · P. Rojas | Tirs au but 3 – 4       | Manqué · Réussi · Réussi · Réussi · Réussi | Terrain de Son Malferit, Palma Arbitrage : Beatriz Arregui Gamir | Terrain de Son Malferit, Palma Arbitrage : Beatriz Arregui Gamir |

|       | CD Pradejón (3) | 0 – 4   | DUX Logroño (2)                                     |                                                                        |                                                                        |
| 19h00 |                 | (0 – 0) | 55e Masferrer · 74e Molinero · 77e Iria · 85e Keefe | Campo Municipal de Pradejón, Pradejón Arbitrage : Coral Couso Cuadrado | Campo Municipal de Pradejón, Pradejón Arbitrage : Coral Couso Cuadrado |
| 19h00 | Rapport         |         |                                                     | Campo Municipal de Pradejón, Pradejón Arbitrage : Coral Couso Cuadrado | Campo Municipal de Pradejón, Pradejón Arbitrage : Coral Couso Cuadrado |

|       | Elche CF (3) | 1 – 3   | Alhama CF (2)                      |                                                       |                                                       |
| 19h00 | Uxue 67e     | (0 – 1) | 7e Patri · 46e Vega · 90+7e Astrid | Campo Diego Quiles, Elche Arbitrage : Alba Arija Asín | Campo Diego Quiles, Elche Arbitrage : Alba Arija Asín |
| 19h00 | Rapport      |         |                                    | Campo Diego Quiles, Elche Arbitrage : Alba Arija Asín | Campo Diego Quiles, Elche Arbitrage : Alba Arija Asín |

|       | Córdoba CF (3)           | 2 – 1 ap              | Málaga CF (3) |                                                                |                                                                |
| 19h15 | Lorena 89e · Fátima 104e | (0 – 0, 1 – 1, 2 – 1) | 87e Futu      | Ciudad Deportiva, Cordoue Arbitrage : Eva Carmen Peregrin Ruiz | Ciudad Deportiva, Cordoue Arbitrage : Eva Carmen Peregrin Ruiz |
| 19h15 | Rapport                  |                       |               | Ciudad Deportiva, Cordoue Arbitrage : Eva Carmen Peregrin Ruiz | Ciudad Deportiva, Cordoue Arbitrage : Eva Carmen Peregrin Ruiz |

|       | Espanyol de Barcelone (1) | 1 – 0   | CE Europa (3) |                                                                                   |                                                                                   |
| 19h30 | Hoekstra 86e              | (0 – 0) |               | Ciutat Esportiva Dani Jarque, Sant Adrià de Besòs Arbitrage : Amy Peñalver Pearce | Ciutat Esportiva Dani Jarque, Sant Adrià de Besòs Arbitrage : Amy Peñalver Pearce |
| 19h30 | Rapport                   |         |               | Ciutat Esportiva Dani Jarque, Sant Adrià de Besòs Arbitrage : Amy Peñalver Pearce | Ciutat Esportiva Dani Jarque, Sant Adrià de Besòs Arbitrage : Amy Peñalver Pearce |

|       | Bizkerre FT (4) | 0 – 4   | Deportivo Alavés (2)                               |                                                             |                                                             |
| 20h00 |                 | (0 – 1) | 31e Tati · 56e Carillo · 63e Monente · 85e Errasti | Campo de Bolue, Getxo Arbitrage : Verónica González Sánchez | Campo de Bolue, Getxo Arbitrage : Verónica González Sánchez |
| 20h00 | Rapport         |         |                                                    | Campo de Bolue, Getxo Arbitrage : Verónica González Sánchez | Campo de Bolue, Getxo Arbitrage : Verónica González Sánchez |

|       | Atlético Villalonga FF (3) | 0 – 1   | Deportivo Abanca (1) |                                                                  |                                                                  |
| 20h00 |                            | (0 – 0) | 90+4e Millene        | Stade Novo San Pedro, Sanxenxo Arbitrage : Elena Peláez Arnillas | Stade Novo San Pedro, Sanxenxo Arbitrage : Elena Peláez Arnillas |
| 20h00 | Rapport                    |         |                      | Stade Novo San Pedro, Sanxenxo Arbitrage : Elena Peláez Arnillas | Stade Novo San Pedro, Sanxenxo Arbitrage : Elena Peláez Arnillas |

|       | Zaragoza CFF (3) | 1 – 0   | SD Huesca (3) |                                                                           |                                                                           |
| 20h00 | Spitler 90e      | (0 – 0) |               | Centro Deportivo Municipal Mudéjar, Saragosse Arbitrage : Denise Alvarado | Centro Deportivo Municipal Mudéjar, Saragosse Arbitrage : Denise Alvarado |
| 20h00 | Rapport          |         |               | Centro Deportivo Municipal Mudéjar, Saragosse Arbitrage : Denise Alvarado | Centro Deportivo Municipal Mudéjar, Saragosse Arbitrage : Denise Alvarado |

|       | Real Oviedo (3) | 2 – 4   | Sporting de Gijón (3)                             |                                                                 |                                                                 |
| 20h00 | Carlota 79e 83e | (0 – 3) | 7e (csc) Gema · 12e Sonso · 25e Antía · 52e Cueto | Stade Carlos-Tartiere, Oviedo Arbitrage : Elena Labra Fernández | Stade Carlos-Tartiere, Oviedo Arbitrage : Elena Labra Fernández |
| 20h00 | Rapport         |         |                                                   | Stade Carlos-Tartiere, Oviedo Arbitrage : Elena Labra Fernández | Stade Carlos-Tartiere, Oviedo Arbitrage : Elena Labra Fernández |

|       | CD Femarguín (3)                    | 3 – 1 ap              | CD Juan Grande (3) |                                                                             |                                                                             |
| 20h00 | López 45e · Nadia 91e · Valeria 93e | (1 – 0, 1 – 1, 3 – 1) | 90+1e Adriana G.   | Stade municipal de Arguineguín, Mogán Arbitrage : Domingo Miguel Sosa Gómez | Stade municipal de Arguineguín, Mogán Arbitrage : Domingo Miguel Sosa Gómez |
| 20h00 | Rapport                             |                       |                    | Stade municipal de Arguineguín, Mogán Arbitrage : Domingo Miguel Sosa Gómez | Stade municipal de Arguineguín, Mogán Arbitrage : Domingo Miguel Sosa Gómez |

|       | FF La Solana (4) | 0 – 7   | Fundación Albacete (2)                                                       |                                                               |                                                               |
| 20h00 |                  | (0 – 4) | 11e Gómez · 31e Albeta · 42e Mireya · 44e Moreno · 51e 79e Irene · 56e Elena | Stade La Moheda, La Solana Arbitrage : Raquel Suárez González | Stade La Moheda, La Solana Arbitrage : Raquel Suárez González |
| 20h00 | Rapport          |         |                                                                              | Stade La Moheda, La Solana Arbitrage : Raquel Suárez González | Stade La Moheda, La Solana Arbitrage : Raquel Suárez González |

|           | Real Unión de Tenerife (3) | 0 – 1 ap              | FCD Tenerife (3) | | |
| 21h00 WET |                            | (0 – 0, 0 – 0, 0 – 0) | 120+3e Quintana  | Campo de Fútbol de María Jiménez, Santa Cruz de Tenerife Arbitrage : Estilita de los Ángeles González Pablique | Campo de Fútbol de María Jiménez, Santa Cruz de Tenerife Arbitrage : Estilita de los Ángeles González Pablique |
| 21h00 WET | Rapport                    |                       |                  | Campo de Fútbol de María Jiménez, Santa Cruz de Tenerife Arbitrage : Estilita de los Ángeles González Pablique | Campo de Fútbol de María Jiménez, Santa Cruz de Tenerife Arbitrage : Estilita de los Ángeles González Pablique |

### Deuxième tour

#### Participants
Les 8 clubs qualifiés du premier tour participent à ce tour. Il n'y a pas de nouveaux entrants.

#### Tirage au sort
Le tirage au sort a lieu le 17 septembre 2024.

#### Rencontres
| 1er octobre 2024 | Sporting de Gijón (3) | 0 – 6   | Deportivo Abanca (1)                                           |                                                                    |                                                                    |
| 16h45            |                       | (0 – 1) | 42e Altuve · 52e 62e Carlota · 65e 68e de Teresa · 88e Millene | Escuela de Fútbol de Mareo, Gijón Arbitrage : Alicia Espinosa Ríos | Escuela de Fútbol de Mareo, Gijón Arbitrage : Alicia Espinosa Ríos |
| 16h45            | Rapport               |         |                                                                | Escuela de Fútbol de Mareo, Gijón Arbitrage : Alicia Espinosa Ríos | Escuela de Fútbol de Mareo, Gijón Arbitrage : Alicia Espinosa Ríos |

| 2 octobre 2024 | FCD Tenerife (3) | 1 – 0   | CD Getafe (2) | | |
| 16h00 WET      | Moneyba 61e      | (0 – 0) |               | Ciudad Deportiva de Tenerife Javier Pérez, Santa Cruz de Tenerife Arbitrage : Noelia Badía González | Ciudad Deportiva de Tenerife Javier Pérez, Santa Cruz de Tenerife Arbitrage : Noelia Badía González |
| 16h00 WET      | Rapport          |         |               | Ciudad Deportiva de Tenerife Javier Pérez, Santa Cruz de Tenerife Arbitrage : Noelia Badía González | Ciudad Deportiva de Tenerife Javier Pérez, Santa Cruz de Tenerife Arbitrage : Noelia Badía González |

|       | Córdoba CF (3) | 0 – 4   | CP Cacereño (2)                                                |                                                              |                                                              |
| 17h30 |                | (0 – 2) | 11e Matlou · 14e (pen.) Rana · 90+3e Santibáñez · 90+6e Macías | Ciudad Deportiva, Cordoue Arbitrage : Raquel Suárez González | Ciudad Deportiva, Cordoue Arbitrage : Raquel Suárez González |
| 17h30 | Rapport        |         |                                                                | Ciudad Deportiva, Cordoue Arbitrage : Raquel Suárez González | Ciudad Deportiva, Cordoue Arbitrage : Raquel Suárez González |

|       | Zaragoza CFF (3) | 0 – 5   | CA Osasuna (2)                                                |                                                                                |                                                                                |
| 20h00 |                  | (0 – 2) | 11e Herce · 27e Salinas · 46e Guallar · 76e Yiyi · 89e Josune | Centro Deportivo Municipal Mudéjar, Saragosse Arbitrage : Melissa López Osorio | Centro Deportivo Municipal Mudéjar, Saragosse Arbitrage : Melissa López Osorio |
| 20h00 | Rapport          |         |                                                               | Centro Deportivo Municipal Mudéjar, Saragosse Arbitrage : Melissa López Osorio | Centro Deportivo Municipal Mudéjar, Saragosse Arbitrage : Melissa López Osorio |

| 3 octobre 2024 | Deportivo Alavés (2)             | 2 – 4 ap              | DUX Logroño (2)                               |                                                                                       |                                                                                       |
| 16h00          | Carillo 6e (pen.) · Altamira 59e | (1 – 1, 2 – 2, 2 – 3) | 21e Morcillo · 90e 112e Keefe · 105e Molinero | Cité sportive José-Luis-Compañón, Vitoria-Gasteiz Arbitrage : Sara Fernández Ceferino | Cité sportive José-Luis-Compañón, Vitoria-Gasteiz Arbitrage : Sara Fernández Ceferino |
| 16h00          | Rapport                          |                       |                                               | Cité sportive José-Luis-Compañón, Vitoria-Gasteiz Arbitrage : Sara Fernández Ceferino | Cité sportive José-Luis-Compañón, Vitoria-Gasteiz Arbitrage : Sara Fernández Ceferino |

|       | CD Guiniguada Apolinario (3) | 1 – 0   | CD Femarguín (3) | | |
| 18h30 | Blanco 50e                   | (0 – 0) |                  | Campo de Fútbol Parque Atlántico, Las Palmas de Grande Canarie Arbitrage : José Elías Mendoza Godoy | Campo de Fútbol Parque Atlántico, Las Palmas de Grande Canarie Arbitrage : José Elías Mendoza Godoy |
| 18h30 | Rapport                      |         |                  | Campo de Fútbol Parque Atlántico, Las Palmas de Grande Canarie Arbitrage : José Elías Mendoza Godoy | Campo de Fútbol Parque Atlántico, Las Palmas de Grande Canarie Arbitrage : José Elías Mendoza Godoy |

|       | Alhama CF (2) | 0 – 1   | Fundación Albacete (2) |                                                                                             |                                                                                             |
| 19h00 |               | (0 – 1) | 18e Elena              | Campo Municipal José Kubala, Alhama de Murcia Arbitrage : Cristina Yolanda Aguilera Manzano | Campo Municipal José Kubala, Alhama de Murcia Arbitrage : Cristina Yolanda Aguilera Manzano |
| 19h00 | Rapport       |         |                        | Campo Municipal José Kubala, Alhama de Murcia Arbitrage : Cristina Yolanda Aguilera Manzano | Campo Municipal José Kubala, Alhama de Murcia Arbitrage : Cristina Yolanda Aguilera Manzano |

|       | Espanyol de Barcelone (1) | 1 – 2 ap              | SE AEM (2)          |                                                                                      |                                                                                      |
| 19h00 | Mar 31e                   | (1 – 1, 1 – 1, 1 – 2) | 7e Atiq · 108e Lara | Ciutat Esportiva Dani Jarque, Sant Adrià de Besòs Arbitrage : Beatriz Cuesta Arribas | Ciutat Esportiva Dani Jarque, Sant Adrià de Besòs Arbitrage : Beatriz Cuesta Arribas |
| 19h00 | Rapport                   |                       |                     | Ciutat Esportiva Dani Jarque, Sant Adrià de Besòs Arbitrage : Beatriz Cuesta Arribas | Ciutat Esportiva Dani Jarque, Sant Adrià de Besòs Arbitrage : Beatriz Cuesta Arribas |

### Troisième tour

#### Participants
Les 8 clubs qualifiés du deuxième tour sont rejoints par les clubs classés de la 8e à la 16e place en Liga F 2023-2024.

#### Tirage au sort
Le tirage au sort a lieu le 17 octobre 2024.

#### Rencontres
| 5 novembre 2024 | DUX Logroño (2)       | 1 – 0   | SD Eibar (1) |                                                                                 |                                                                                 |
| 19h30           | Del Trecco 60e (pen.) | (0 – 0) |              | Estadio Las Gaunas, Logroño Spectateurs : 400 Arbitrage : Ylenia Sánchez Miguel | Estadio Las Gaunas, Logroño Spectateurs : 400 Arbitrage : Ylenia Sánchez Miguel |
| 19h30           | Rapport               |         |              | Estadio Las Gaunas, Logroño Spectateurs : 400 Arbitrage : Ylenia Sánchez Miguel | Estadio Las Gaunas, Logroño Spectateurs : 400 Arbitrage : Ylenia Sánchez Miguel |

|       | Deportivo Abanca (1)                   | 3 – 0   | Real Betis (1) |                                                                                            |                                                                                            |
| 20h00 | de Teresa 23e · Altuve 31e · Olaya 90e | (2 – 0) |                | Cité sportive de Abegondo, Abegondo Spectateurs : 300 Arbitrage : Elisabeth Calvo Valentín | Cité sportive de Abegondo, Abegondo Spectateurs : 300 Arbitrage : Elisabeth Calvo Valentín |
| 20h00 | Rapport                                |         |                | Cité sportive de Abegondo, Abegondo Spectateurs : 300 Arbitrage : Elisabeth Calvo Valentín | Cité sportive de Abegondo, Abegondo Spectateurs : 300 Arbitrage : Elisabeth Calvo Valentín |

| 6 novembre 2024 | CD Guiniguada Apolinario (3) | 1 – 4   | UD Tenerife (1)                                          | | |
| 18h00           | Morán 2e (pen.)              | (1 – 0) | 49e Ouzraoui Diki · 55e Blom · 70e Ainhoa · 90+1e Monday | Campo de Fútbol Parque Atlántico, Las Palmas de Grande Canarie Spectateurs : 800 Arbitrage : Ainara Andrea Acevedo Dudley | Campo de Fútbol Parque Atlántico, Las Palmas de Grande Canarie Spectateurs : 800 Arbitrage : Ainara Andrea Acevedo Dudley |
| 18h00           | Rapport                      |         |                                                          | Campo de Fútbol Parque Atlántico, Las Palmas de Grande Canarie Spectateurs : 800 Arbitrage : Ainara Andrea Acevedo Dudley | Campo de Fútbol Parque Atlántico, Las Palmas de Grande Canarie Spectateurs : 800 Arbitrage : Ainara Andrea Acevedo Dudley |

|       | CA Osasuna (2) | 0 – 3   | FC Levante Badalona (1)            | | |
| 19h00 |                | (0 – 1) | 28e Maillo · 51e Laura · 81e Paula | Instalaciones Deportivas de Tajonar, Aranguren Spectateurs : 250 Arbitrage : Zulema González González | Instalaciones Deportivas de Tajonar, Aranguren Spectateurs : 250 Arbitrage : Zulema González González |
| 19h00 | Rapport        |         |                                    | Instalaciones Deportivas de Tajonar, Aranguren Spectateurs : 250 Arbitrage : Zulema González González | Instalaciones Deportivas de Tajonar, Aranguren Spectateurs : 250 Arbitrage : Zulema González González |

| 7 novembre 2024 | Fundación Albacete (2) | 0 – 1   | Grenade CF (1) | | |
| 19h00           |                        | (0 – 1) | 1re Pérez      | Ciudad Deportiva Andrés Iniesta, Albacete Spectateurs : 200 Arbitrage : Elia María Martínez Martínez | Ciudad Deportiva Andrés Iniesta, Albacete Spectateurs : 200 Arbitrage : Elia María Martínez Martínez |
| 19h00           | Rapport                |         |                | Ciudad Deportiva Andrés Iniesta, Albacete Spectateurs : 200 Arbitrage : Elia María Martínez Martínez | Ciudad Deportiva Andrés Iniesta, Albacete Spectateurs : 200 Arbitrage : Elia María Martínez Martínez |

| 20 novembre 2024 | SE AEM (2)                              | 1 – 1 ap 2 – 3 t. a. b. | Villarreal CF (2)                          |                                                                                                 |                                                                                                 |
| 13h30            | Atiq 21e                                | (1 – 1, 1 – 1, 1 – 1)   | 12e Enseñat                                | Camp de Fútbol Municipal de Recasens, Lérida Spectateurs : 600 Arbitrage : Coral Couso Cuadrado | Camp de Fútbol Municipal de Recasens, Lérida Spectateurs : 600 Arbitrage : Coral Couso Cuadrado |
| 13h30            | Rapport                                 |                         |                                            | Camp de Fútbol Municipal de Recasens, Lérida Spectateurs : 600 Arbitrage : Coral Couso Cuadrado | Camp de Fútbol Municipal de Recasens, Lérida Spectateurs : 600 Arbitrage : Coral Couso Cuadrado |
| 13h30            | Evelyn · Loba · Noelia · Atiq · Gestera | Tirs au but 2 – 3       | Vicente · Nerea · Riquelme · Aixa · Querol | Camp de Fútbol Municipal de Recasens, Lérida Spectateurs : 600 Arbitrage : Coral Couso Cuadrado | Camp de Fútbol Municipal de Recasens, Lérida Spectateurs : 600 Arbitrage : Coral Couso Cuadrado |

|       | CP Cacereño (2) | 1 – 0   | Valence CF (1) | | |
| 19h30 | Toro 50e        | (0 – 0) |                | Complejo Deportivo Manuel Sánchez Delgado, Cáceres Spectateurs : 600 Arbitrage : Lorena del Mar Trujillano Gallardo | Complejo Deportivo Manuel Sánchez Delgado, Cáceres Spectateurs : 600 Arbitrage : Lorena del Mar Trujillano Gallardo |
| 19h30 | Rapport         |         |                | Complejo Deportivo Manuel Sánchez Delgado, Cáceres Spectateurs : 600 Arbitrage : Lorena del Mar Trujillano Gallardo | Complejo Deportivo Manuel Sánchez Delgado, Cáceres Spectateurs : 600 Arbitrage : Lorena del Mar Trujillano Gallardo |

|           | FCD Tenerife (3)           | 2 – 3   | SC Huelva (2)                            | | |
| 19h30 WET | Quintana 12e · Moneyba 28e | (2 – 0) | 80e Guehai · 85e Albárran · 90+2e Hitomi | Ciudad Deportiva de Tenerife Javier Pérez, Santa Cruz de Tenerife Spectateurs : 350 Arbitrage : Nuria Sánchez García | Ciudad Deportiva de Tenerife Javier Pérez, Santa Cruz de Tenerife Spectateurs : 350 Arbitrage : Nuria Sánchez García |
| 19h30 WET | Rapport                    |         |                                          | Ciudad Deportiva de Tenerife Javier Pérez, Santa Cruz de Tenerife Spectateurs : 350 Arbitrage : Nuria Sánchez García | Ciudad Deportiva de Tenerife Javier Pérez, Santa Cruz de Tenerife Spectateurs : 350 Arbitrage : Nuria Sánchez García |

### Huitièmes de finale

#### Participants
Les huit clubs qualifiés du troisième tour sont rejoints par les huit clubs les mieux classés en Liga F 2023-2024.

#### Tirage au sort
Le tirage au sort a lieu le 26 novembre 2024.

#### Rencontres
| 20 décembre 2024 | Villarreal CF (2) | 0 – 2   | Real Madrid (1)             |                                                                                  |                                                                                  |
| 19h00            |                   | (0 – 1) | 31e Redondo · 62e Abelleira | Ciudad Deportiva, Vila-real Spectateurs : 850 Arbitrage : Beatriz Cuesta Arribas | Ciudad Deportiva, Vila-real Spectateurs : 850 Arbitrage : Beatriz Cuesta Arribas |
| 19h00            | Rapport           |         |                             | Ciudad Deportiva, Vila-real Spectateurs : 850 Arbitrage : Beatriz Cuesta Arribas | Ciudad Deportiva, Vila-real Spectateurs : 850 Arbitrage : Beatriz Cuesta Arribas |

|       | FC Levante Badalona (1) | 0 – 1   | Atlético de Madrid (1) |                                                                                            |                                                                                            |
| 20h45 |                         | (0 – 0) | 54e Fiamma             | Stade municipal, Badalone Spectateurs : 417 Arbitrage : Lorena del Mar Trujillano Gallardo | Stade municipal, Badalone Spectateurs : 417 Arbitrage : Lorena del Mar Trujillano Gallardo |
| 20h45 | Rapport                 |         |                        | Stade municipal, Badalone Spectateurs : 417 Arbitrage : Lorena del Mar Trujillano Gallardo | Stade municipal, Badalone Spectateurs : 417 Arbitrage : Lorena del Mar Trujillano Gallardo |

| 21 décembre 2024 | UD Tenerife (1)               | 2 – 6   | FC Barcelone (1)                                                   |                                                                              |                                                                              |
| 12h00 WET        | Monday 41e · Aleksandra 45+3e | (2 – 2) | 20e Paredes · 23e 79e (pen.) 90+2e Pajor · 65e (pen.) 87e Putellas | Campo de Fútbol, Adeje Spectateurs : 1 374 Arbitrage : Paola Cebollada López | Campo de Fútbol, Adeje Spectateurs : 1 374 Arbitrage : Paola Cebollada López |
| 12h00 WET        | Rapport                       |         |                                                                    | Campo de Fútbol, Adeje Spectateurs : 1 374 Arbitrage : Paola Cebollada López | Campo de Fútbol, Adeje Spectateurs : 1 374 Arbitrage : Paola Cebollada López |

|       | SC Huelva (2) | 1 – 2   | Levante UD (1) |                                                                                              |                                                                                              |
| 15h30 | Guehai 10e    | (1 – 1) | 23e 89e Chacón | Stade Antonio-Toledo-Sánchez, Huelva Spectateurs : 200 Arbitrage : María Eugenia Gil Soriano | Stade Antonio-Toledo-Sánchez, Huelva Spectateurs : 200 Arbitrage : María Eugenia Gil Soriano |
| 15h30 | Rapport       |         |                | Stade Antonio-Toledo-Sánchez, Huelva Spectateurs : 200 Arbitrage : María Eugenia Gil Soriano | Stade Antonio-Toledo-Sánchez, Huelva Spectateurs : 200 Arbitrage : María Eugenia Gil Soriano |

|       | Grenade CF (1)                          | 4 – 2   | Séville FC (1)          |                                                                                            |                                                                                            |
| 17h30 | Álvarez 12e · Imade 44e · Pérez 66e 70e | (2 – 1) | 39e Cerrato · 75e Moral | Nouveau stade de Los Cármenes, Grenade Spectateurs : 1 577 Arbitrage : Marta Huerta de Aza | Nouveau stade de Los Cármenes, Grenade Spectateurs : 1 577 Arbitrage : Marta Huerta de Aza |
| 17h30 | Rapport                                 |         |                         | Nouveau stade de Los Cármenes, Grenade Spectateurs : 1 577 Arbitrage : Marta Huerta de Aza | Nouveau stade de Los Cármenes, Grenade Spectateurs : 1 577 Arbitrage : Marta Huerta de Aza |

|       | DUX Logroño (2)        | 2 – 4   | Madrid CFF (1)                                            |                                                                               |                                                                               |
| 19h00 | Keefe 1re · Perera 82e | (1 – 2) | 28e Assis · 32e McKenna · 84e Marcetto · 89e (pen.) López | Estadio Las Gaunas, Logroño Spectateurs : 715 Arbitrage : Olatz Rivera Olmedo | Estadio Las Gaunas, Logroño Spectateurs : 715 Arbitrage : Olatz Rivera Olmedo |
| 19h00 | Rapport                |         |                                                           | Estadio Las Gaunas, Logroño Spectateurs : 715 Arbitrage : Olatz Rivera Olmedo | Estadio Las Gaunas, Logroño Spectateurs : 715 Arbitrage : Olatz Rivera Olmedo |

| 22 décembre 2024 | Deportivo Abanca (1) | 0 – 1   | Real Sociedad (1) |                                                                                                |                                                                                                |
| 12h00            |                      | (0 – 0) | 49e Ramírez       | Cité sportive de Abegondo, Abegondo Spectateurs : 600 Arbitrage : Ainara Andrea Acevedo Dudley | Cité sportive de Abegondo, Abegondo Spectateurs : 600 Arbitrage : Ainara Andrea Acevedo Dudley |
| 12h00            | Rapport              |         |                   | Cité sportive de Abegondo, Abegondo Spectateurs : 600 Arbitrage : Ainara Andrea Acevedo Dudley | Cité sportive de Abegondo, Abegondo Spectateurs : 600 Arbitrage : Ainara Andrea Acevedo Dudley |

|       | CP Cacereño (2)         | 2 – 1   | Athletic Club (1) | | |
| 13h00 | Lezcano 3e · Rana 90+4e | (1 – 1) | 25e Amezaga       | Complejo Deportivo Manuel Sánchez Delgado, Cáceres Spectateurs : 1 250 Arbitrage : Zulema González González | Complejo Deportivo Manuel Sánchez Delgado, Cáceres Spectateurs : 1 250 Arbitrage : Zulema González González |
| 13h00 | Rapport                 |         |                   | Complejo Deportivo Manuel Sánchez Delgado, Cáceres Spectateurs : 1 250 Arbitrage : Zulema González González | Complejo Deportivo Manuel Sánchez Delgado, Cáceres Spectateurs : 1 250 Arbitrage : Zulema González González |

### Quarts de finale

#### Tirage au sort
Le tirage au sort a lieu le 17 janvier 2025.

#### Rencontres
| 11 février 2025 | CP Cacereño (2) | 0 – 2 ap              | Atlético de Madrid (1)     | | |
| 19h00           |                 | (0 – 0, 0 – 0, 0 – 0) | 116e Ajibade · 120e Sheila | Complejo Deportivo Manuel Sánchez Delgado, Cáceres Spectateurs : 1 300 Arbitrage : Beatriz Cuesta Arribas | Complejo Deportivo Manuel Sánchez Delgado, Cáceres Spectateurs : 1 300 Arbitrage : Beatriz Cuesta Arribas |
| 19h00           | Rapport         |                       |                            | Complejo Deportivo Manuel Sánchez Delgado, Cáceres Spectateurs : 1 300 Arbitrage : Beatriz Cuesta Arribas | Complejo Deportivo Manuel Sánchez Delgado, Cáceres Spectateurs : 1 300 Arbitrage : Beatriz Cuesta Arribas |

| 12 février 2025 | Madrid CFF (1) | 1 – 2   | FC Barcelone (1)        |                                                                                          |                                                                                          |
| 19h00           | Cometti 90+5e  | (0 – 2) | 6e Pajor · 40e Torrejón | Stade Fernando-Torres, Fuenlabrada Spectateurs : 1 800 Arbitrage : Elena Peláez Arnillas | Stade Fernando-Torres, Fuenlabrada Spectateurs : 1 800 Arbitrage : Elena Peláez Arnillas |
| 19h00           | Rapport        |         |                         | Stade Fernando-Torres, Fuenlabrada Spectateurs : 1 800 Arbitrage : Elena Peláez Arnillas | Stade Fernando-Torres, Fuenlabrada Spectateurs : 1 800 Arbitrage : Elena Peláez Arnillas |

| 13 février 2025 | Levante UD (1) | 0 – 1   | Grenade CF (1) |                                                                                   |                                                                                   |
| 19h00           |                | (0 – 1) | 40e Postigo    | Cité sportive de Buñol, Buñol Spectateurs : 137 Arbitrage : Paola Cebollada López | Cité sportive de Buñol, Buñol Spectateurs : 137 Arbitrage : Paola Cebollada López |
| 19h00           | Rapport        |         |                | Cité sportive de Buñol, Buñol Spectateurs : 137 Arbitrage : Paola Cebollada López | Cité sportive de Buñol, Buñol Spectateurs : 137 Arbitrage : Paola Cebollada López |

|       | Real Madrid (1)                       | 3 – 1 ap              | Real Sociedad (1) |                                                                                         |                                                                                         |
| 21h00 | Weir 22e · Toletti 95e · Caicedo 106e | (1 – 1, 1 – 1, 2 – 1) | 45+1e Sarriegi    | Stade Alfredo-Di-Stéfano, Madrid Spectateurs : 954 Arbitrage : Zulema González González | Stade Alfredo-Di-Stéfano, Madrid Spectateurs : 954 Arbitrage : Zulema González González |
| 21h00 | Rapport                               |                       |                   | Stade Alfredo-Di-Stéfano, Madrid Spectateurs : 954 Arbitrage : Zulema González González | Stade Alfredo-Di-Stéfano, Madrid Spectateurs : 954 Arbitrage : Zulema González González |

### Demi-finales

#### Tirage au sort
Le tirage au sort a lieu le 18 février 2025.

#### Rencontres
| Équipe      | Aller | Total | Retour | Équipe             |
| ----------- | ----- | ----- | ------ | ------------------ |
| Grenade CF  | 0 – 2 | 2 – 5 | 2 – 3  | Atlético de Madrid |
| Real Madrid | 0 – 5 | 1 – 8 | 1 – 3  | FC Barcelone       |

| Match aller       | Grenade CF (1) | 0 – 2   | Atlético de Madrid (1) |                                                                                                  |                                                                                                  |
| 5 mars 2025 18h30 |                | (0 – 1) | 14e Lloris · 61e Gio   | Nouveau stade de Los Cármenes, Grenade Spectateurs : 7 216 Arbitrage : María Eugenia Gil Soriano | Nouveau stade de Los Cármenes, Grenade Spectateurs : 7 216 Arbitrage : María Eugenia Gil Soriano |
| 5 mars 2025 18h30 | Rapport        |         |                        | Nouveau stade de Los Cármenes, Grenade Spectateurs : 7 216 Arbitrage : María Eugenia Gil Soriano | Nouveau stade de Los Cármenes, Grenade Spectateurs : 7 216 Arbitrage : María Eugenia Gil Soriano |

| Match retour       | Atlético de Madrid (1)   | 3 – 2   | Grenade CF (1)          |                                                                                      |                                                                                      |
| 13 mars 2025 19h30 | Gio 15e 53e · Jensen 60e | (1 – 0) | 75e Vignola · 86e Gómez | Centro Deportivo, Alcalá de Henares Spectateurs : 741 Arbitrage : María Planes Terol | Centro Deportivo, Alcalá de Henares Spectateurs : 741 Arbitrage : María Planes Terol |
| 13 mars 2025 19h30 | Rapport                  |         |                         | Centro Deportivo, Alcalá de Henares Spectateurs : 741 Arbitrage : María Planes Terol | Centro Deportivo, Alcalá de Henares Spectateurs : 741 Arbitrage : María Planes Terol |

| Match aller                                     | Real Madrid (1) | 0 – 5   | FC Barcelone (1)                       |                                                                                      |                                                                                      |
| 6 mars 2025 · 19h00 · Historique des rencontres |                 | (0 – 4) | Paralluello 2e 42e · Pajor 13e 29e 78e | Stade Alfredo-Di-Stéfano, Madrid Spectateurs : 2 185 Arbitrage : Marta Huerta de Aza | Stade Alfredo-Di-Stéfano, Madrid Spectateurs : 2 185 Arbitrage : Marta Huerta de Aza |
| 6 mars 2025 · 19h00 · Historique des rencontres | Rapport         |         |                                        | Stade Alfredo-Di-Stéfano, Madrid Spectateurs : 2 185 Arbitrage : Marta Huerta de Aza | Stade Alfredo-Di-Stéfano, Madrid Spectateurs : 2 185 Arbitrage : Marta Huerta de Aza |

| Match retour                                     | FC Barcelone (1)             | 3 – 1   | Real Madrid (1) |                                                                                           |                                                                                           |
| 12 mars 2025 · 19h00 · Historique des rencontres | Guijarro 24e · Pajor 48e 68e | (1 – 0) | 90+1e Bruun     | Stade Johan-Cruyff, Sant Joan Despí Spectateurs : 3 689 Arbitrage : Elena Peláez Arnillas | Stade Johan-Cruyff, Sant Joan Despí Spectateurs : 3 689 Arbitrage : Elena Peláez Arnillas |
| 12 mars 2025 · 19h00 · Historique des rencontres | Rapport                      |         |                 | Stade Johan-Cruyff, Sant Joan Despí Spectateurs : 3 689 Arbitrage : Elena Peláez Arnillas | Stade Johan-Cruyff, Sant Joan Despí Spectateurs : 3 689 Arbitrage : Elena Peláez Arnillas |

### Finale
| 7 juin 2025 | FC Barcelone (1) | 2 – 0   | Atlético de Madrid (1) | Estadio El Alcoraz, Huesca      |                                 |
| 19h00       | Pina 24e 74e     | (1 – 0) |                        | Arbitrage : Marta Huerta de Aza | Arbitrage : Marta Huerta de Aza |
| 19h00       | Rapport          |         |                        | Arbitrage : Marta Huerta de Aza | Arbitrage : Marta Huerta de Aza |

## Nombre d'équipes par division et par tour
Le tableau ci-dessous indique le nombre de clubs par division selon les tours.
| Tours → ↓ Divisions    | 1er tour (16 rencontres) | 2e tour (8 rencontres) | 3e tour (8 rencontres) | Huitièmes de finale (8 rencontres) | Quarts de finale (4 rencontres) | Demi-finales (4 rencontres) | Finale (1 rencontre) |
| ---------------------- | ------------------------ | ---------------------- | ---------------------- | ---------------------------------- | ------------------------------- | --------------------------- | -------------------- |
| Liga F (1)             | 2                        | 2                      | 7 (+6)                 | 12 (+8)                            | 7                               | 4                           | 2                    |
| Primera Federación (2) | 9                        | 8                      | 7 (+2)                 | 4                                  | 1                               | Aucun club                  | Aucun club           |
| Segunda Federación (3) | 17                       | 6                      | 2                      | Aucun club                         | Aucun club                      | Aucun club                  | Aucun club           |
| Tercera Federación (4) | 4                        | Aucun club             | Aucun club             | Aucun club                         | Aucun club                      | Aucun club                  | Aucun club           |
| Total                  | 32                       | 16                     | 16                     | 16                                 | 8                               | 4                           | 2                    |

1. 1 2  Les clubs classés de la 8e à la 16e place en Liga F 2023-2024 font leur entrée au troisième tour.
2. ↑  Les huit clubs les mieux classés en Liga F 2023-2024 font leur entrée en huitièmes de finale.